# 间河豚属
间河豚属（学名：Samaydelphis）是拉河豚科下的一个属。

## 下属物种
本属包括以下物种：
- 查氏间河豚 Samaydelphis chacaltanae Lambert, Collareta, Benites-Palomino, Di Celma, de Muizon, Urbina & Bianucci, 2020